# Yomiuri Football Club 1989-1990
Questa voce raccoglie le informazioni riguardanti lo Yomiuri Football Club nelle competizioni ufficiali della stagione 1989-1990.

## Stagione
Dopo essere stato eliminato dallo Yamaha Motors nelle semifinali di Coppa di Lega, lo Yomiuri ritornò a competere per la vittoria finale del campionato assieme al Nissan Motors uscendone perdente a causa di una sconfitta nello scontro diretto interno. Nel corso della stagione la squadra fu eliminata al primo turno della Coppa dell'Imperatore, nuovamente per mano dello Yamaha Motors.

## Maglie e sponsor
Vengono adottate delle divise dal colore più scuro e caratterizzate dalla presenza di bordi bianchi (verdi su sfondo bianco per le divise usate nelle gare esterne). Il fornitore tecnico è Puma, mentre sulla parte anteriore delle maglie campeggia la scritta Yomiuri.
| Manica sinistra · Manica sinistra · Maglietta · Maglietta · Manica destra · Manica destra · Pantaloncini · Calzettoni | Manica sinistra · Manica sinistra · Maglietta · Maglietta · Manica destra · Manica destra · Pantaloncini · Calzettoni |  |

## Rosa
| N. |                        | Ruolo | Calciatore       |
| -- | ---------------------- | ----- | ---------------- |
| 1  | Paesi Bassi (bandiera) | P     | Dido Havenaar    |
| 2  | Brasile (bandiera)     | C     | Edson            |
| 3  | Giappone (bandiera)    | D     | Yasutarō Matsuki |
| 4  | Brasile (bandiera)     | D     | Jorge Toledo     |
| 5  | Giappone (bandiera)    | D     | Hisashi Katō     |
| 6  | Giappone (bandiera)    | D     | Satoshi Tsunami  |
| 7  | Giappone (bandiera)    | D     | Takumi Horiike   |
| 8  | Giappone (bandiera)    | C     | Tetsuya Totsuka  |
| 9  | Giappone (bandiera)    | A     | Yoshiyuki Katō   |
| 10 | Giappone (bandiera)    | C     | Ruy Ramos        |
| 11 | Giappone (bandiera)    | C     | Yasutoshi Miura  |
| 12 | Giappone (bandiera)    | A     | Nobuhiro Takeda  |

| N. |                     | Ruolo | Calciatore        |
| -- | ------------------- | ----- | ----------------- |
| 13 | Giappone (bandiera) | A     | Masahiro Sukigara |
| 14 | Brasile (bandiera)  | C     | Walter            |
| 15 | Giappone (bandiera) | C     | Kazuhiro Yuda     |
| 16 | Giappone (bandiera) | C     | Shirō Kikuhara    |
| 17 | Giappone (bandiera) | D     | Yoshinori Senbiki |
| 18 | Giappone (bandiera) | P     | Takayuki Fujikawa |
| 19 | Giappone (bandiera) | D     | Yasuyuki Kishino  |
| 21 | Giappone (bandiera) | P     | Shinkichi Kikuchi |
| 22 | Giappone (bandiera) | P     | Kazuya Nakamura   |
| 23 | Giappone (bandiera) | A     | Tomoyasu Asaoka   |
|    | Giappone (bandiera) | A     | Shinji Fujiyoshi  |

## Statistiche

### Statistiche di squadra
| Competizione          | Punti | Totale | Totale | Totale | Totale | Totale | Totale | DR  |
| Competizione          | Punti | G      | V      | N      | P      | Gf     | Gs     | DR  |
| --------------------- | ----- | ------ | ------ | ------ | ------ | ------ | ------ | --- |
| JSL Division 1        | 46    | 22     | 13     | 7      | 2      | 36     | 16     | +20 |
| JSL Cup               | -     | 4      | 3      | 0      | 1      | 8      | 3      | +5  |
| Coppa dell'Imperatore | -     | 1      | 0      | 0      | 1      | 1      | 5      | -4  |
| Totale                | -     | 27     | 16     | 7      | 4      | 45     | 24     | +21 |